# Norman Parke
Norman Parke (Bushmills, 22 de dezembro de 1986) é um lutador Norte-irlandês de Artes marciais mistas, atualmente ele compete no Peso Leve do Ultimate Fighting Championship. Professional no MMA desde 2006, Parke lutou em várias promoções no Reino Unido e Irlanda. Ele foi competidor do The Ultimate Fighter: The Smashes e ganhou o Torneio de Leves.

## Carreira no MMA

### Background
Parke veio do Judô. Parke foi Campeão Irlandês de freestyle wrestling antes de ir para o MMA. Parke já treinou judô e atualmente treina na Next Generation NI e Jiu Jitsu com Robert Drysdale.

### Começo da carreira
Quando entrou para o UFC, Parke tinha acumulado o recorde de 16-2, sendo 13 das vitórias por Finalização. Parke para o veterano Greg Loughran e para o então invicto Joseph Duffy. Após acumular 14-2, Parke enfrentaria Anton Kuivanen no Fight Festival 29, pela primeira vez lutaria fora da Grã Bretanha. Porém, a luta não se maerializou e Kuivanen enfrentou outro lutador no card. Parke entrou para o Cage Warriors para enfrentar Brad Wheeler em Fevereiro de 2012. Porém, Parke se retirou da luta devido a uma lesão na mão. Parke teve seu retorno em Maio de 2012, quando derrotou Stephen Coll por Nocaute Técnico, essa foi sua última aparição antes de entrar no The Ultimate Fighter.

### The Ultimate Fighter
Ainda em 2012, Parke entrou para o The Ultimate Fighter: The Smashes - uma versão regional do The Ultimate Fighter, onde lutadores Australianos enfrentariam lutadores Britânicos. Parke competiu na divisão dos Leves e seu primeiro oponente na casa foi Richie Vaculik. Parke foi capaz de golpear Vaculik no chão com os cotovelos; abrindo assim um corte em Vaculik. Parke foi capaz de colocar Vaculik para baixo novamente no segundo round e controlou a luta na meia guarda. Parke derrotou Vaculik por Decisão Unânime e seguiu para a semi final.
Na semi final Parke enfrentou Brendan Loughnane. Parke venceu a luta por Decisão Unânime e garantiu uma vaga na final, ocorida em UFC on FX: Sotiropoulos vs. Pearson.

### Ultimate Fighting Championship
Parke fez sua estréia no UFC em 15 de Dezembro de 2012 no UFC on FX: Sotiropoulos vs. Pearson também conhecido como "The Ultimate Fighter: The Smashes Finale". Parke enfrentou Colin Fletcher para determinar o vencedor dos Leves do The Ultimate Fighter: The Smashes. Parke controlou toda a luta e venceu por Decisão Unânime.
Parke era esperado para voltar contra Jon Tuck em 20 de Abril de 2013 no UFC on Fox: Henderson vs. Melendez. Porém Tuck se retirou do evento e a luta foi retirada do card.
Parke enfrentou Kazuki Tokudome em 6 de Julho de 2013 no UFC 162 e venceu por Decisão Unânime.
A luta entre Parke e Jon Tuck foi remarcada para 26 de Outubro de 2013 no UFC Fight Night: Machida vs. Muñoz. Parke venceu por decisão unânime.
Parke enfrentou o também vencedor do TUF Leonardo Santos em 23 de Março de 2014 no UFC Fight Night: Shogun vs. Henderson II. Após Parke perder um ponto no segundo round por agarrar o calção, a luta terminou em um empate majoritário.
Parke enfrentou Naoyuki Kotani em 19 de Julho de 2014 no UFC Fight Night: McGregor vs. Brandão, em Dublin. Parke venceu a luta com certa facilidade por nocaute técnico no segundo round.
Parke era esperado para enfrentar Diego Sanchez em 15 de Novembro de 2014 no UFC 180. No entanto, uma lesão no joelho tirou Parke da luta e ele foi substituído por Joe Lauzon.
Parke era esperado para enfrentar Jorge Masvidal em 18 de Janeiro de 2015 no UFC Fight Night: McGregor vs. Siver. No entanto, uma lesão tirou Masvidal da luta e ele foi substituído por Gleison Tibau. Parke sofreu sua primeira derrota no UFC ao ser derrotado por decisão dividida.
Parke enfrentaria o brasileiro Gilbert Burns em 30 de Maio de 2015 no UFC Fight Night: Condit vs. Alves. No entanto, Burns sofreu uma lesão e foi retirado do card, sendo substituído pelo compatriota Francisco Trinaldo. Parke foi derrotado em uma polêmica decisão dividida.
Parke enfrentou Reza Madadi em 24 de Outubro de 2015 no UFC Fight Night: Holohan vs. Smolka. Ele o venceu por decisão unânime.

## Cartel no MMA
| Cartel no MMA   |             |            |
| 26 lutas        | 21 vitórias | 4 derrotas |
| Por nocaute     | 4           | 0          |
| Por finalização | 12          | 2          |
| Por decisão     | 5           | 2          |
| Empates         | 1           | 1          |

| Res.    | Cartel | Oponente           | Método                           | Evento                                   | Data       | Round | Tempo | Local                 | Notas                                                |
| ------- | ------ | ------------------ | -------------------------------- | ---------------------------------------- | ---------- | ----- | ----- | --------------------- | ---------------------------------------------------- |
| Vitória | 21-4-1 | Reza Madadi        | Decisão (unânime)                | UFC Fight Night: Holohan vs. Smolka      | 24/10/2015 | 3     | 5:00  | Dublin                |                                                      |
| Derrota | 20-4-1 | Francisco Trinaldo | Decisão (dividida)               | UFC Fight Night: Condit vs. Alves        | 30/05/2015 | 3     | 5:00  | Goiânia               |                                                      |
| Derrota | 20-3-1 | Gleison Tibau      | Decisão (dividida)               | UFC Fight Night: McGregor vs. Siver      | 18/01/2015 | 3     | 5:00  | Boston, Massachusetts |                                                      |
| Vitória | 20-2-1 | Naoyuki Kotani     | TKO (socos e cotoveladas)        | UFC Fight Night: McGregor vs. Brandão    | 19/07/2014 | 2     | 3:41  | Dublin                |                                                      |
| Empate  | 19-2-1 | Leonardo Santos    | Empate (majoritário)             | UFC Fight Night: Shogun vs. Henderson II | 23/03/2014 | 3     | 5:00  | Natal                 | Parke perdeu um ponto por segurar o calção.          |
| Vitória | 19-2   | Jon Tuck           | Decisão (unânime)                | UFC Fight Night: Machida vs. Muñoz       | 26/10/2013 | 3     | 5:00  | Manchester            |                                                      |
| Vitória | 18-2   | Kazuki Tokudome    | Decisão (unânime)                | UFC 162: Silva vs. Weidman               | 06/07/2013 | 3     | 5:00  | Las Vegas, Nevada     |                                                      |
| Vitória | 17-2   | Colin Fletcher     | Decisão (unânime)                | UFC on FX: Sotiropoulos vs. Pearson      | 15/12/2012 | 3     | 5:00  | Gold Coast            | Final dos Leves do The Ultimate Fighter: The Smashes |
| Vitória | 16-2   | Stephen Coll       | TKO (socos)                      | Immortal Fight Championship 6            | 12/05/2012 | 3     | 2:24  | Donegal               |                                                      |
| Vitória | 15-2   | Marcos Nardini     | Decisão (unânime)                | CC 11 - Robinson vs. Wain                | 08/10/2011 | 3     | 5:00  | Belfast               |                                                      |
| Vitória | 14-2   | Dominic McConnell  | Finalização (triângulo de braço) | Immortal Fighting Championship 3         | 11/09/2010 | 3     | 1:23  | Tyrone                |                                                      |
| Vitória | 13-2   | Stuart Davies      | TKO (socos)                      | CC 6 - Nelson vs. Mitchell               | 28/08/2010 | 2     | 2:34  | Manchester            |                                                      |
| Vitória | 12-2   | Tom Maguire        | Finalização (guilhotina)         | CC 5 - McVeigh vs. Sitenkov              | 24/07/2010 | 2     | 0:42  | Dublin                |                                                      |
| Vitória | 11-2   | Ian Jones          | Finalização (guilhotina)         | Fight-Stars 2                            | 28/03/2010 | 1     | 4:18  | Leeds                 |                                                      |
| Derrota | 10-2   | Joseph Duffy       | Finalização (mata leão)          | Spartan Fight Challenge                  | 20/03/2010 | 1     | N/A   | Newport               |                                                      |
| Vitória | 10-1   | Myles Price        | Finalização (guilhotina)         | CC 3 - Featherweight Tournament          | 05/02/2010 | 1     | 3:27  | Antrim                |                                                      |
| Vitória | 9-1    | Ben Davis          | Finalização (mata leão)          | TW 5 - Night of Champions                | 03/10/2009 | 1     | 3:10  | Connacht              |                                                      |
| Vitória | 8-1    | Ali MacLean        | Finalização (mata leão)          | Immortal Fighting Championship 1         | 19/09/2009 | 2     | 4:05  | Tyrone                |                                                      |
| Vitória | 7-1    | Mick Bowman        | Finalização (mata leão)          | OMMAC 1 - Assassins                      | 08/08/2009 | 1     | 2:06  | Liverpool             |                                                      |
| Vitória | 6-1    | Mark Mills         | TKO (socos)                      | Strike and Submit 11                     | 05/07/2009 | 3     | 3:40  | Gateshead             |                                                      |
| Vitória | 5-1    | Paul Jenkins       | Finalização (mata leão)          | HOP 11 - Taking Over                     | 30/05/2009 | 1     | 2:41  | Newport               |                                                      |
| Vitória | 4-1    | Dominic McConnell  | Finalização (chave de braço)     | Chaos Fighting Championships 4           | 25/04/2009 | 1     | 1:10  | Londonderry           |                                                      |
| Vitória | 3-1    | Barry Oglesby      | Finalização (chave de perna)     | TW 4 - The Next Generation               | 28/03/2009 | 1     | 3:30  | Connacht              |                                                      |
| Vitória | 2-1    | Ali McLean         | Finalização (mata leão)          | Ultimate Fighting Revolution 14          | 21/08/2008 | 2     | 4:50  | Belfast               |                                                      |
| Vitória | 1-1    | Brian Kerr         | Finalização (chave de braço)     | Ultimate Fighting Revolution 13          | 18/05/2008 | 1     | 2:10  | Belfast               |                                                      |
| Derrota | 0-1    | Greg Loughran      | Finalização (mata leão)          | Ultimate Fighting Revolution 5           | 12/03/2006 | 1     | N/A   | Toomebridge           |                                                      |